# Mesoteràpia transdèrmica
La mesoteràpia transdèrmica és una tècnica gràcies a la qual s'introdueixen petites quantitats d'ingredients actius altament concentrats a les zones del cos on es necessiten mitjançant els anomenats sistemes d'alliberament transdèrmic (a través de la pell), per tal de tractar diferents malalties i problemes estètics. Aquest procediment també és conegut com a mesoteràpia virtual, mesoteràpia sense agulles o mesoporació.

## Tipus
- Mesoteràpia transdèrmica mèdica.
- Mesoteràpia transdèrmica cosmètica.

Aquest article tracta principalment sobre la mesoteràpia transdèrmica aplicada amb fins cosmètics i utilitzada en el tractament de estetopaties facials i corporals com l'envelliment cutani, el greix localitzat, les taques d'origen melànic, la caiguda dels cabells, la flacciditat de la pell, la cel·lulitis o les estries, entre altres problemes estètics.

## Història
La mesoteràpia transdèrmica té el seu origen en la mesoteràpia tradicional, una tècnica inventada el 1952 pel metge francès Michel Pistor, encara que algunes variants es practicaven en la medicina balneària a França des de la dècada de 1930. Consisteix a tractar les zones afectades amb microinjeccions de medicaments o principis actius purs com vitamines, minerals o aminoàcids. El seu nom prové del lloc en el qual s'injecten les substàncies: el mesoderma, la capa de greix i teixit connectiu sota de la pell.
La mesoteràpia transdèrmica, també coneguda com a mesoteràpia virtual, mesoteràpia sense agulles o mesoporació, és una evolució de la mesoteràpia tradicional que ha donat com a resultat un procediment mèdic i cosmètic en què se substitueixen les agulles per sistemes d'alliberament transdèrmic (a través de la pell) com ones electromagnètiques (electroporació), ultrasons (sonoforesis) o corrents galvànics (iontoforesi, hidroelectroforesi), entre d'altres. És una tècnica no invasiva, indolora, segura i sense efectes secundaris derivats del seu ús.

## Com funciona
L'aplicació dels sistemes d'alliberament transdèrmic sobre la pell causa que els micro porus de les membranes cel·lulars s'obrin temporalment, fet que permet que els ingredients actius aconsegueixin passar a través de l'epidermis i siguin absorbits directament per l'organisme. Són tècniques segures i innòcues per a la pell que permeten vehicular qualsevol tipus de substància, ja sigui amb finalitats mèdiques o cosmètiques.

## Els ingredients actius
Els ingredients actius que s'utilitzen per a tractaments cosmètics en mesoteràpia transdèrmica són exactament els mateixos que es fan servir en mesoteràpia tradicional: extractes de plantes, agents homeopàtics, farmacològics, vitamines, minerals o altres substàncies bioactives. L'únic que canvia és el mètode de penetració d'aquests ingredients a la pell dels pacients: amb microinjeccions en mesoteràpia tradicional i amb sistemes d'alliberament transdèrmic en mesoteràpia virtual, sent aquests últims no invasius, indolors, més segurs i sense efectes secundaris derivats del seu ús.
Institute BCN, una companyia internacional de referència experta en el desenvolupament d'ingredients actius purs i estèrils, compta amb una de les gammes més àmplies d'aquest tipus de principis actius concentrats, entre els quals es troben àcid hialurònic, argirelina, vitamina A, vitamina C, oligoelements, àcid glicòlic, glutatió, dexpantenol, biotin, centella asiàtica, l-carnitina, extracte de carxofa i cafeïna, entre molts d'altres.

## Els tractaments
La mesoteràpia transdèrmica amb fins cosmètics és un procediment del qual es valen metges dermatòlegs i professionals del sector estètic per tractar diferents problemes estètics d'una manera que és igual d'eficaç que la mesoteràpia tradicional, però alhora més segura, no invasiva, indolora i sense efectes secundaris per als pacients. Aquesta tècnica ofereix solucions personalitzades (mescles úniques dels diferents principis actius adaptades a cada pacient) per tractar problemes com la pèrdua de cabells, l'envelliment cutani, el greix localitzat, les taques, la flacciditat de la pell, la cel·lulitis, l'acne o les estries.